# Camps de la Masia (Vilanova)
Els Camps de la Masia és un paratge constituït per antics camps de conreu del tot abandonats en l'actualitat del terme municipal de Conca de Dalt, a l'antic terme de Toralla i Serradell, al Pallars Jussà, en territori del poble de Rivert.
És al costat sud i est mateix de la Masia de Vilanova, a la dreta del barranc de Vilanova i al sud de la Font de Vilanova, al costat de llevant de la Carretera de Salàs de Pallars a Vilanova.